# André Cintra
André Cintra Pereira (* 22. März 1979 in São Paulo) ist ein brasilianischer paralympischer Snowboarder und Behindertensportler.

## Werdegang
Cintra verlor im Alter von 18 Jahren, im Jahre 1997 durch einen Unfall sein linkes Bein. Er startete seine aktive Karriere 2009 mit Wakeboarden in Behindertensport-Wettbewerben. Seit dem Januar 2013 tritt er in verschiedenen paralympischen Snowboard Wettbewerben für Brasilien an. und wurde im gleichen Jahre bei den Nordischen Behinderten-Skiweltmeisterschaften in Sollefteå, im April 2013, 18ter unter den 32 teilnehmenden Snowboardern.
Im Frühjahr 2014 wurde er als erster Sportler, in der brasilianischen Paralympischen Geschichte, in das Team für die Winter-Paralympics in Sotschi berufen. Er war somit neben dem Skilangläufer Fernando Aranha Rocha, der erste Teilnehmer für Brasilien der Verbandsgeschichte im Behindertensport an Winter-Paralympics. Dort war er bei der Eröffnung am 7. März 2014 Fahnenträger im Rahmen der Einlauf-Zeremonie.